# Bács község
Bács község (szerbül Општина Бач / Opština Bač) egy vajdasági község a Dél-bácskai körzetben. A község központja Bács. Lakossága 2002-ben 16 268 fő volt.

## Elhelyezkedése
Palánka község és Hódság község között fekszik, míg a másik oldalon a Duna és Horvátország határolja. A község hat településből áll. A község központja, Bács, Újvidéktől 62 km-re északnyugatra, Szabadkától 110 km-re délnyugatra, Zombortól 52 km-re délre fekszik.

## A község települései
| \| Horvátország Hódság község Palánka község BÁCS Vajszka Bácsújfalu Bogyán Palona Bácsújlak \| \| térkép szerkesztése \| |                    |                   |                 |
| Magyar név | Szerb név (cirill) | Szerb név (latin) | Népesség (2002) |
| Bács | Бач                | Bač               | 6087            |
| Bácsújfalu | Селенча            | Selenča           | 3279            |
| Bácsújlak | Бачко Ново Село    | Bačko Novo Selo   | 1228            |
| Bogyán | Бођани             | Bođani            | 1113            |
| Palona | Плавна             | Plavna            | 1392            |
| Vajszka | Вајска             | Vajska            | 3169            |
| Horvátország Hódság község Palánka község BÁCS Vajszka Bácsújfalu Bogyán Palona Bácsújlak                                 |                    |                   |                 |
| térkép szerkesztése |                    |                   |                 |

## Demográfia
A község lakossága 2002-ben 16 268 fő volt, ebből 64,69% volt szerb, 19,75% szlovák, 8,53% horvát, 6,09% magyar, 4,94% jugoszláv, 3,5% román, 1,95% cigány és 1,32% muzulmán nemzetiségű. A község 66%-ának az anyanyelve a szerb, 20%-ának a szlovák, 4%-ának a román, 3%-ának a magyar, 3%-ának a horvát.
Szerb többségű települések Bács, Bácsújlak és Bogyán. Bácsújfalu szlovák többségű, míg Palona és Vajszka relatív szerb többségű. Vajszaka magyar, míg Bács és Bácsújlak a második világháború végéig német többségű volt, aztán pedig, mint Vajdaság többi részéről, innen is kitelepítették a német lakosságot, s helyükbe szerbeket telepítettek. Palona 1991-ig horvát (sokác) többségű volt, Bogyánban és Vajszkán pedig jelenleg is a szerbek mellett jelentős horvát kisebbség él.

## Külső hivatkozások
- A község hivatalos honlapja